# Ouragan Manuel
L’ouragan Manuel est le treizième système tropical de la saison 2013 dans le Nord-Est de l'océan Pacifique. Il a atteint la catégorie 1 de l'échelle de Saffir-Simpson. Il a affecté la côte ouest du Mexique en même temps que l'ouragan Ingrid frappait la côte est, causant ensemble d'importants dommages et de nombreuses pertes de vie, surtout à cause de ses pluies diluviennes. Manuel à lui seul tua 85 personnes et inonda l'importante ville d'Acapulco. Le nombre de sinistrés s'élève à un million. Les noms Manuel et Ingrid furent retirés des listes futures à la suite des pertes encourues.

## Évolution météorologique
Le 10 septembre, le National Hurricane Center (NHC) commença à suivre une zone de basse pression atmosphérique au large de la côte ouest du Mexique qui avait un potentiel de développement tropical. Le lendemain, une circulation cyclonique est apparue entourée d’orages dispersés et presque stationnaire. Un fort cisaillement des vents en latitude et la proximité de la côte limitait le développement mais les conditions devinrent plus favorables le 12 septembre et les orages devinrent plus organisés.
À 15 heures UTC le 13 septembre, le NHC commença à émettre des bulletins pour la dépression tropicale Treize-E qui semblait avoir le vent dans les voiles avec un cisaillement plus faible et passant sur des eaux plus chaudes. Les facteurs limitant son développement était la proximité de la côte du Mexique et de la zone de convergence intertropicale. En quelques heures, le système devint la tempête tropicale Manuel.
Tôt le 14 septembre, un œil est apparu au centre de la tempête avec des bandes orageuses tout autour. Manuel est demeuré un certain temps dans une vaste zone de perturbations tropicales se déplaçant vers le nord, incluant la tempête tropicale Ingrid dans la baie de Campêche sur la côte est du Mexique.
Le 15 septembre, Manuel développa un couvert nuageux dense en son centre avec un œil de 28 km de diamètre et selon les images satellitaires le NHC estima ses vents maximums à 113 km/h, juste sous le critère d’ouragan. La trajectoire de la tempête était nord-nord-ouest, longeant la côte. Elle toucha celle-ci pour la première fois le même jour près de Manzanillo (Colima) et perdit un peu de sa force.
Tôt le 16 septembre, Manuel était redevenu un dépression tropicale mais donnait de fortes pluies quand même. Plus tard le même jour, le centre se dissipa en passant sur les terres de l’ouest du Mexique mais les restes du système regagnèrent la mer en fin de journée,. Grâce à des conditions marginalement favorables, Manuel reprit des forces et tard le 17 septembre était redevenu une dépression tropicale. Celle-ci poursuivit son lent chemin vers le nord-ouest, suivant la côte.
Le 18 septembre, Manuel redevint une tempête tropicale et un œil réapparu tard en journée,. à 00 heures UTC le 19 septembre, Manuel devint finalement un ouragan.
Ensuite, il tourna plus vers le nord et se mit à ressentir la friction avec les terres. Manuel toucha la côte une seconde fois juste le 19 septembre à 12 heures UTC à l’ouest de Culiacán (Sinaloa), à peine à la force d’ouragan. passant sur les terres accidentés de la côte ouest du Mexique, il faiblit rapidement au niveau de tempête tropicale et se dissipa tôt le 20 septembre.

## Préparatifs

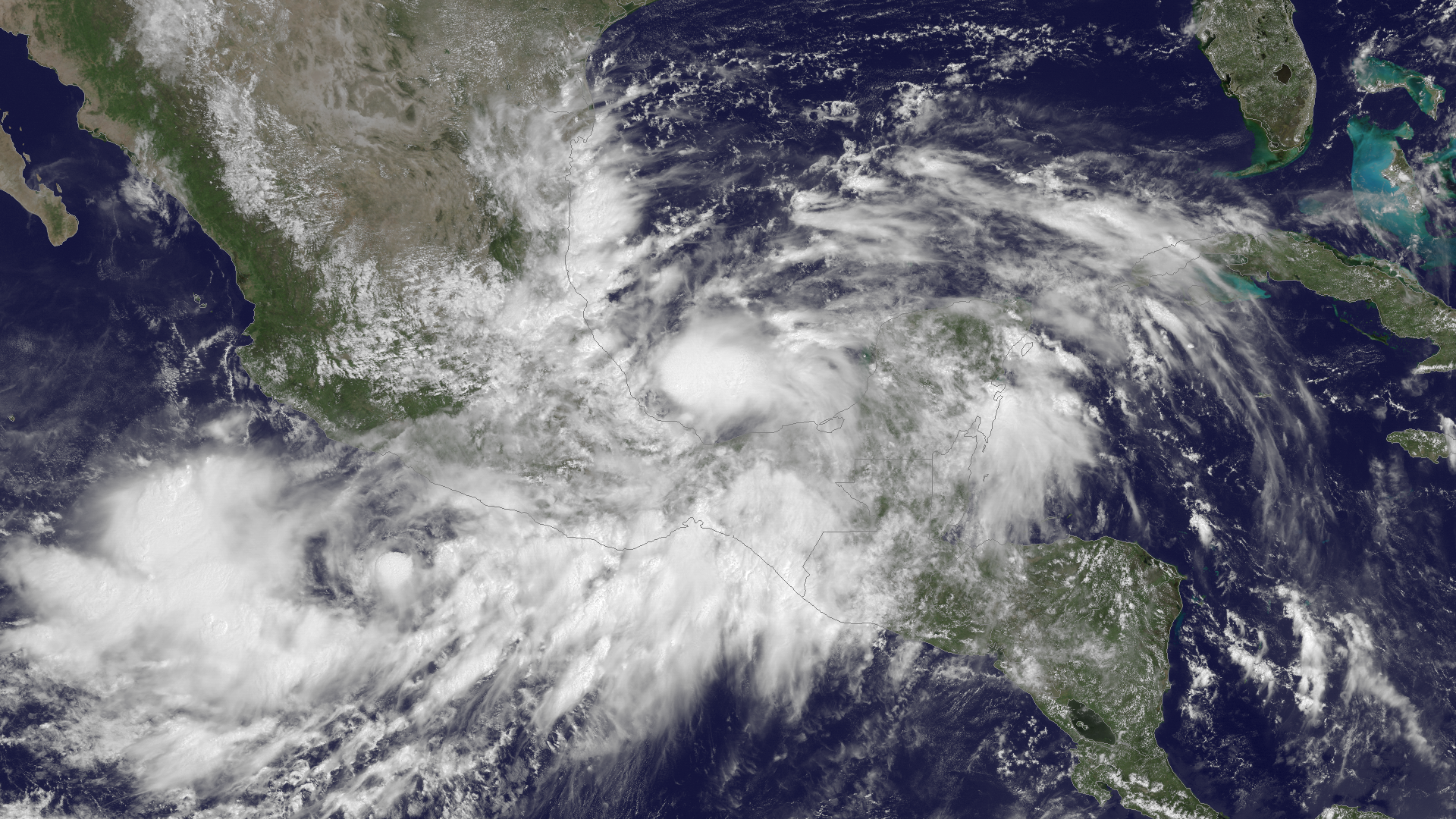
Ingrid et Manuel le 13 septembre 2013, encerclant le Mexique.

Dès que Manuel s’est formé, une alerte cyclonique orange fut émise pour le sud de l’État de Michoacán, une autre jaune pour le reste de l’État ainsi que pour celui de Guerrero et des veilles pour les états de  Nayarit, Colima, Jalisco, Oaxaca et le sud de Sinaloa. Vingt-cinq familles furent évacués dès ce moment à Lázaro Cárdenas et Arteaga (Michoacán).
Treize municipalités du golfe de Californie furent mis en état d’alerte lorsque Manuel est redevenu une tempête tropicale et sept ports furent complètement fermés,. Les ports de Mazatlán, Cabo San Lucas et San José del Cabo furent fermés aux petites embarcations et au trafic nocturne.
Une alerte jaune fut émise pour le sud de Baja California Sur et une autre verte pour la portion nord. Dans l’État de Sinaloa, les classes furent annulées. Sept-cents personnes furent évacuées dont 365 résidents de deux municipalités,,. Plus de soixante familles quittèrent leurs demeures à Navolato alors qu’une alerte orange était lancée dans l’État de Sinaloa.

## Impact

### Sud-ouest du Mexique
Le 15 septembre, alors qu'il n'était encore qu'une tempête tropicale, Manuel toucha le Sud-Ouest du Mexique provoquant des pluies torrentielles, des glissements de terrain et des inondations. Dans la petite localité d'environ 400 habitants de La Pintada (État de Guerrero), le président mexicain Enrique Peña Nieto a annoncé la disparition de 58 personnes dans un gigantesque glissement de terrain intervenu le 16 septembre au soir. Les secours ne furent pas en mesure d'arriver sur place avant plusieurs jours car les intempéries rendait l'accès périlleux. La plupart des maisons, l'église et l'école furent emportées. Ce bilan a été révisé à 68 morts le 21 septembre.
Les premières équipes de sauvetages arrivèrent par hélicoptère et 337 personnes furent évacuées, prioritairement des femmes, des enfants et des malades. Le matin du 19 septembre, il ne restait sur place que 45 hommes et quelques secouristes. Plusieurs centaines de communautés indigènes de la même région furent isolées. Les autorités dépêchèrent 16 hélicoptères avec des aliments, mais certains indiquèrent qu'ils ne purent pas se poser en raison des pluies persistantes.
Acapulco, le port touristique de l'État de Guerrero, et la ville de Chilpancingo ont subi les plus importants dommages et les routes vers l'extérieur furent coupées,,. Les pluies diluviennes ont fait sortir de son lit la rivière La Sabana, inondant plusieurs quartiers. Les crues qui ont aussi fait déborder les lacs de la région d’Acapulco et provoqué une invasion de crocodiles dans les rues de la ville. L'évacuation des touristes s'est faite par voie aérienne même si l'aéroport était en partie inondé. Quelque 11 500 touristes, sur les 40 000 bloqués dans la station balnéaire, avaient été ramenés à Mexico le 18 septembre. La ville fut le théâtre de pillages, le 17 septembre, à la suite du chaos provoqué par les intempéries. Les pillards ont fait main basse sur tout ce qu'ils trouvaient, des postes de télévision aux décorations de Noël.

### Nord-ouest du Mexique
Dans le nord-ouest du Mexique, Manuel a poussé une onde de tempête de le long des côte de la côte sud de la  péninsule de Basse-Californie mesurée à 60 cm à La Paz. Dans l’État de Sinaloa, le maximum d’accumulation de pluie a été de  415 mm à Culiacán. Juste avant que la tempête ne touche à côte pour la seconde fois, un pêcheur est mort noyé à Tepechitlán en tombant d’un crevettier,. Un camionneur et un enfant de 5 ans sont aussi morts et sa mère est portée disparue.
En tout, plus de 100 000 personnes se retrouvèrent sans abris dans l'État de Sinaloa,. Soixante-dix communautés, dont 10 villes, ont été endommagées par Manuel. Les dommages y furent estimés à 500 millions pesos. Les villes de Escuinapa de Hidalgo, El Rosario, Mazatlán, Angostura, Mocorito, Navolato et Culiacán ont été inondées mais les dommages ont été moins importants que dans l’État de Guerrero. Des centaines d’arbres ont été renversés, causant des pannes en tombant sur les fils électriques. Autour de Chinito, presque toutes les routes furent détruites.

### Texas
Après être devenu extratropical, les restes de Manuel apportèrent des fortes quantités de pluie sur le Texas. Les quantités furent augmentées par l'interaction avec un front froid et l'humidité apportée du golfe du Mexique. À Austin, la capitale, la pluie a causé des inondations locales, forçant la fermeture de certains ponts bas. Une station météorologique à Camp Mabry, près de la ville, a enregistré 74 mm le 20 septembre, un nouveau record quotidien pour cet endroit. Les estimés par les radars météorologiques montrent qu'il est tombé jusqu'à 200 mm à certains endroits de l’ouest du Texas.

## Secours
Le ministère des Finances du Mexique a dit avoir débloqué 12 milliards de pesos (685 millions d'euros) pour faire face à la catastrophe dès le 19 septembre.

## Retrait
À la suite des dommages causés au Mexique par la combinaison des ouragans Manuel et Ingrid, le duo de noms a été retiré des listes futures lors de la réunion annuelle du groupe des cyclones tropicaux de l'Organisation météorologique mondiale qui s'est tenue le 10 avril 2014. Manuel sera remplacé par Mario dans la liste de 2019.